# John A. Cuthbert House

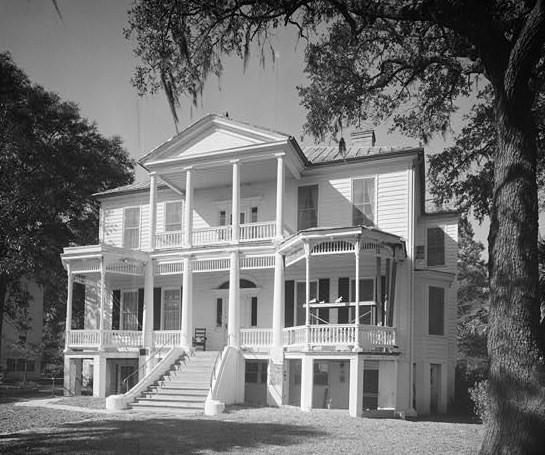
Das John A. Cuthbert House in Beaufort

Das 1811 errichtete John A. Cuthbert House ist ein historisches Haus in Beaufort im US-Bundesstaat South Carolina. Es liegt in der Bay Street auf Nummer 1203. Ehemals gehörte es John Alexander Cuthbert. Im Sezessionskrieg wurde das Haus Eigentum von US Army Brigadier General Rufus Saxton.
Es wurde am 13. Juni 1972 ins National Register of Historic Places mit der Nummer 72001192 aufgenommen.
Heute ist das Haus unter dem Namen The Cuthbert House Inn als Hotel für Touristen zugänglich.